# Фарфоровський Сергій Васильович
Сергій Васильович Фарфоровський (нар. 30 червня 1878, Переславль-Залєський — пом. 18 січня 1938, Ленінград, Російська РФСР, СРСР) — російський та радянський вчений, історик, етнограф, викладач історії, методист, автор так званого лабораторного методу.

## Біографія
Сергій Фарфоровський народився 30 червня 1878 року в місті Переславлі Владимирської губернії. Батько Сергія статський радник Василь Фарфоровський — старший викладач латинської мови, церковної і російської громадянської історії Переславского духовного училища, мати походила з родини священнослужителів.
У 1896—1900 роках навчався в семінарії. У 1905 роках закінчив зі званням магістра історико-філологічний факультет Юр'ївського університету.
Після недовгої роботи у Володимирському акцизному управлінні він перейшов на службу до Кавказького округу Міністерства народної освіти і був призначений учителем історії до Майкопського реального училища, де одним з його учнів був майбутній драматург-казкар Євген Шварц.
За участь в революційних демонстраціях 1905—1906 років Фарфоровський був звільнений з посади в Майкопі в листопаді 1906 року та в 1907 був переведений на посаду вчителя історії чоловічої гімназії Ставрополя. У Ставрополі Фарфоровський був членом губернської вченої архівної комісії (до чи
ї сфери діяльності входив Північний Кавказ і частину Закавказзя) Крім викладання вчений займався, як і раніше в Майкопі — краєзнавчими та фольклорно-етнографічними дослідженнями. На початку 1909 року йому довелося покинути Ставрополь у зв'язку з початком у гімназії так званого «Виноградівської» справи. Фарфоровського 1910 року було переведено до Олександрівського учительського інституту в Тифлісі.
Наступного 1911 року Сергія Фарфоровського було переведено до Єлизаветполя (Гянджа, Азербайджан). У 1911 році проживав у Парижі. У 1912 році працював співробітником Берлінського історичного музею. У вересні 1912 року Фарфоровський пішов з педагогічної служби на Кавказі і переїхав до Польщі: в 1913—1915 рр. він викладав у 7-й чоловічій гімназії у Варшаві.
Лютнева революція застала Фарфоровского в Петрограді (він відгукнувся на неї брошурами «Великі Установчі збори і демократична республіка» та «Народна держава і демократична республіка»). У Ленінград Сергій Фарфоровський проживав за адресою: Псковська вулиця, буд. № 34, кв. 35). У 1918 році він опублікував в петербурзькому пролеткультівському Літературному альманасі свій вірш, а в 1920 намагався вступити до петербурзької Спілки поетів.
Пізніше Фарфоровський викладав в ленінградських закладах вищої освіти, випустив ряд книг і навчальних курсів, в тому числі «Історія праці» (1920, співавтор З. І. Кочергін), «Соціологія» (1920), «Первинна організація праці і суспільства» (1923), «Історія людської культури» (1924), «Праця, інструмент і машина» (1926). Кількома виданнями в 1917—1919 рр. вийшла «Історія первісної культури». У 1930-х рр. читав лекції з історії стародавнього світу в Новгородському державному вчительському інституті.
4 жовтня 1937 р заарештований. 12 січня 1938 року Комісією НКВС і прокуратурою СРСР засуджений за ст. 58-6-8-11 Кримінального кодексу Російської РФСР до вищої міри покарання, розстріляний 18 січня того ж року в Ленінграді.. Реабілітований 30 липня 1956 року.

## Наукова діяльність
Наприкінці 1900-х — 1910-х рр. Фарфоровський опублікував багато статей і нарисів у професійно-академічних виданнях і загальнодоступній періодиці — від Збірника матеріалів для опису місцевостей і племен Кавказу, Записок Кавказького відділу Російського географічного товариства, Праць Ставропольської ученої архівної комісії тощо до «Майкопської газети», «Кавказьких курортів», часописів «Навколо світу», «Природа і люди», Журналу Міністерства народної освіти, «Русская старина» та «Російський архів». Окремі його роботи виходили також у вигляді брошур і відбитків.
Серед робіт Сергія Фарфоровського — статті, що стосувалися побуту та історії кавказьких народів, публікації легенд і оповідань, історичні нариси (зокрема, про епоху війни 1812 року), навчальні посібники та методологічні праці, присвячені викладанню історії. У 1915 році він також видав у Варшаві а власні кошти збірку поезій Граціозетті.

## Особисте життя
У Майкопі Сергій Фарфоровський в 1906 році одружився з викладачкою жіночої гімназії В. І. Афанасьєвою. У родині народилися донька та троє синів.